# Биртман
«Биртман» — российский музыкальный коллектив, организованный в союзе с творческим объединением «Наследие» в 2015 году.

## Биография
Зиновий Биртман — музыкальная мистификация, появившаяся в 2014 (первые видео на Youtube-канале появились в это время) году и ставшая основой для группы «Биртман»: вымышленный советский автор-исполнитель. Согласно легенде, Зиновий Аркадьевич Биртман родился 12 ноября 1934 года в семье работника НКВД Аркадия Леонидовича Биртмана и преподавателя женской гимназии Нины Иосифовны Струцовской. После войны и развода родителей остался в Тюмени с матерью. Самостоятельно овладел игрой на семиструнной гитаре. Первые свои песни сочинил ещё будучи школьником. В 1948 году после просмотра художественного фильма «Алмазы» решил связать свою судьбу с геологией. Многочисленные экспедиции, поездки по СССР позволили ему собрать огромный багаж впечатлений. Был дважды женат, есть сын Дмитрий. В 1979 году записал альбом «Следы от компота» вместе с городскими музыкантами ВИА «Добрый вечер». Оставил несколько рассказов. Умер 13 февраля 1981 года при трагических обстоятельствах в одном из районов Тюмени.

## История мистификации
Историю Биртмана — «тюменского Аркадия Северного» — впервые обнародовал в феврале 2015 года сайт Colta.ru, утверждая, что лишь в 2015 году завершилась многолетняя работа по восстановлению и перезаписи биртмановского альбома, и он был перевыпущен. Одна из песен альбома, «Пригласите негра танцевать», была использована в спектакле «Суд над тунеядцем Бродским» режиссёра Дениса Шибаева, поставленном в Санкт-Петербурге к 75-летию со дня рождения Иосифа Бродского. Сообщается также о съёмках документального фильма «Мой Биртман» с участием артиста Михаила Разумовского.
Музыкальный критик Алексей Мажаев отмечает, что мистификационная природа биртмановских песен демонстративна: в них, в частности, используются такие слова, как «селфи» и «лайк», до появления которых в 1979 году оставалось ещё более четверти века. Тем не менее, по мнению Мажаева, песни Биртмана не только остроумно травестируют шаблоны блатного шансона, но и элегантно обыгрывают ряд других музыкальных стереотипов советской популярной музыки 1970-х годов.
В ноябре 2016 года вышел клип на песню «Человек-говно» с участием спортивного комментатора и журналиста Василия Уткина.
В дальнейшем певец и автор песен Дмитрий Наумов основал группу «Биртман».

## Дискография

### Студийные альбомы
- 2015 — «Следы от компота»
- 2016 — «Стенка»
- 2018 — «RnB мёртв»
- 2020 — «Подбухну»
- 2022 — «Молодость»

### Синглы
- 2016 — «Сочи» (ILWT & «Биртман»)
- 2017 — «Белый шевроле»
- 2018 — «Слово из четырёх букв»
- 2019 — «Верните радугу»
- 2019 — «Анапа»
- 2020 — «Маманя»
- 2021 — «Когда отрубят Youtube» («Биртман» & Игорь Растеряев)
- 2024 — «Джеки Чан»
- 2024 — «Катя Лель»
- 2025 — «Ниссан»
- 2025 — «Крипта»
- 2025 — «Давай пропьём квартиру» («Биртман» & Смех)

## Видеоклипы
| Год  | Название                         | Альбом             |
| ---- | -------------------------------- | ------------------ |
| 2014 | «Лайки»                          | «Следы от компота» |
| 2014 | «Селфи»                          | «Следы от компота» |
| 2015 | «Грузин московского розлива»     | «Следы от компота» |
| 2016 | «Пригласите негра танцевать»     | «Следы от компота» |
| 2018 | «Прохожий» (группа «Кино» cover) |                    |
| 2020 | «Подбухну»                       | «Подбухну»         |
| 2020 | «Маманя»                         |                    |
| 2021 | «Когда отрубят YouTube»          | «Молодость»        |
| 2022 | «Молодость» (live 2022)          | «Молодость»        |
| 2022 | «Мираж» (live 2022)              | «Молодость»        |
| 2023 | «Чернозём» (feat. народный хор)  |                    |
| 2023 | «Молодость»                      | «Молодость»        |
| 2023 | «Танцуй» (live)                  | «Подбухну»         |
| 2024 | «Джеки Чан» (live 2024)          |                    |
| 2025 | «Крипта»                         |                    |

## Сотрудничество
| Исполнитель / группа | Песня                   | Альбом                              | Год выпуска | Участие       |
| -------------------- | ----------------------- | ----------------------------------- | ----------- | ------------- |
| ILWT                 | «Сочи»                  | «Десять городских историй»          | 2016        | feat.         |
| Юрий Каспарян        | «Мы хотим танцевать»    | «Мы вышли из Кино» (трибьют «Кино») | 2017        | feat. & cover |
| Вася Васин, Lil Dik  | «Дамам»                 | «Триумф»                            | 2018        | feat.         |
| Natasha Rocco        | «Natasha»               | «Молодость»                         | 2022        | feat.         |
| Игорь Растеряев      | «Когда отрубят YouTube» | «Молодость»                         | 2022        | feat.         |